# Casa del Almirante (Cuzco)
La Casa del Almirante es una casona colonial ubicada en la ciudad del Cusco, Perú. Actualmente es propiedad de la Universidad Nacional de San Antonio Abad del Cusco y es local del Museo Inka. Forma parte de la zona monumental de la ciudad del Cusco que fue declarado como patrimonio de la humanidad por la UNESCO en 1983. Se encuentra ubicada en el mismo solar donde, durante el incanato, se levantó el palacio del Inca Huascar. Desde entonces sirvió como vivienda de diversas personalidades históricas como el último virrey del Perú José de la Serna o el Protector de la Confederación Perú-Boliviana Andrés de Santa Cruz.
Desde 1972 el inmueble forma parte de la Zona Monumental del Cusco declarada como Monumento Histórico del Perú. Asimismo, en 1983 al ser parte del casco histórico de la ciudad del Cusco, forma parte de la zona central declarada por la UNESCO como Patrimonio Cultural de la Humanidad.
Debido a su cercanía a la Plaza de Armas y a la Catedral y a su arquitectura colonial es uno de los principales puntos turísticos de la ciudad del Cusco.

## Historia
El edificio se empezó a construir durante el imperio de los incas desconociéndose la fecha exacta de inicio de la misma. Se tiene conocimiento que dicho solar sirvió de vivienda del inca Huascar, último inca de la dinastía cusqueña. Tras la llegada de los conquistadores españoles a la ciudad del Cusco y la fundación española de la ciudad, en 1535 se produjo el reparto de los solares de la ciudad imperial entre los conquistadores. Este solar fue entregado a Diego de Almagro quien se instaló en ella como su vivienda. Se afirma que la construcción del palacio de Huascar debió ser impresionante y de gran importancia habiendosela reservado Almagro para sí mismo.  Luego de Almagro, el dueño de la casa fue el conquistador Hernando Machicao. Luego fue propiedad del gobernador Juan Álvarez Maldonado conocido con el sobrenombre de "el conquistador de los Chunchos".

Una nieta de Álvarez Maldonado, Mariana Cornejo, se casó con el almirante Francisco Alderete Maldonado y fue desde 1629 la propietaria del inmueble hasta 1643. Esta familia hizo grabar los escudos que actualmente se aprecian sobre el dintel de la puerta principal de la casona que pertenecen, a las familias Maldonado de Anaya (izquierda) y Alderete Maldonado (derecho). Ambos escudos están refrendados por una panoplia que hace referencia a la condición de almirante de Alderete Maldonado. A la muerte de éstos, la casa permaneció entre sus herederos hasta inicios del siglo XVII cuando la adquiere el potosino Diego del Barrio y Mendoza luego de que el Templo y convento de La Merced sacara la casa a remate en cumplimiento de los censos y hipotecas que pesaban sobre la misma. Tras la muerte de Barrio, la cedió en testamento a los Padres Filipenses quienes, sin embargo, no llegaron a tomar posesión del inmueble por lo que la casa pasó a ser propiedad del arzobispado del Cusco.
Fue utilizado como Palacio Episcopal por el arzobispo Juan Manuel Moscoso y Peralta en 1779 y 1784. A inicios del siglo XIX la casa pasó a ser propiedad del señor Pablo del Mar y Tapia. En 1824 sirvió como Palacio Virreinal a la llegada a Cusco del último Virrey del Perú José de la Serna. En 1835 sirvió como casa de gobierno con la ocupación por parte del Protector de la Confederación Perú-Boliviana Andrés de Santa Cruz. Posteriormente, la casa pasó a ser propiedad de Benigno de la Torre del Mar, cuyos descendientes la poseyeron hasta el siglo XX cuando la trasfirieron a la Universidad Nacional San Antonio Abad del Cusco que instaló en ella el Museo Histórico Regional del Cusco conocido hoy como el Museo Inka.

## Arquitectura

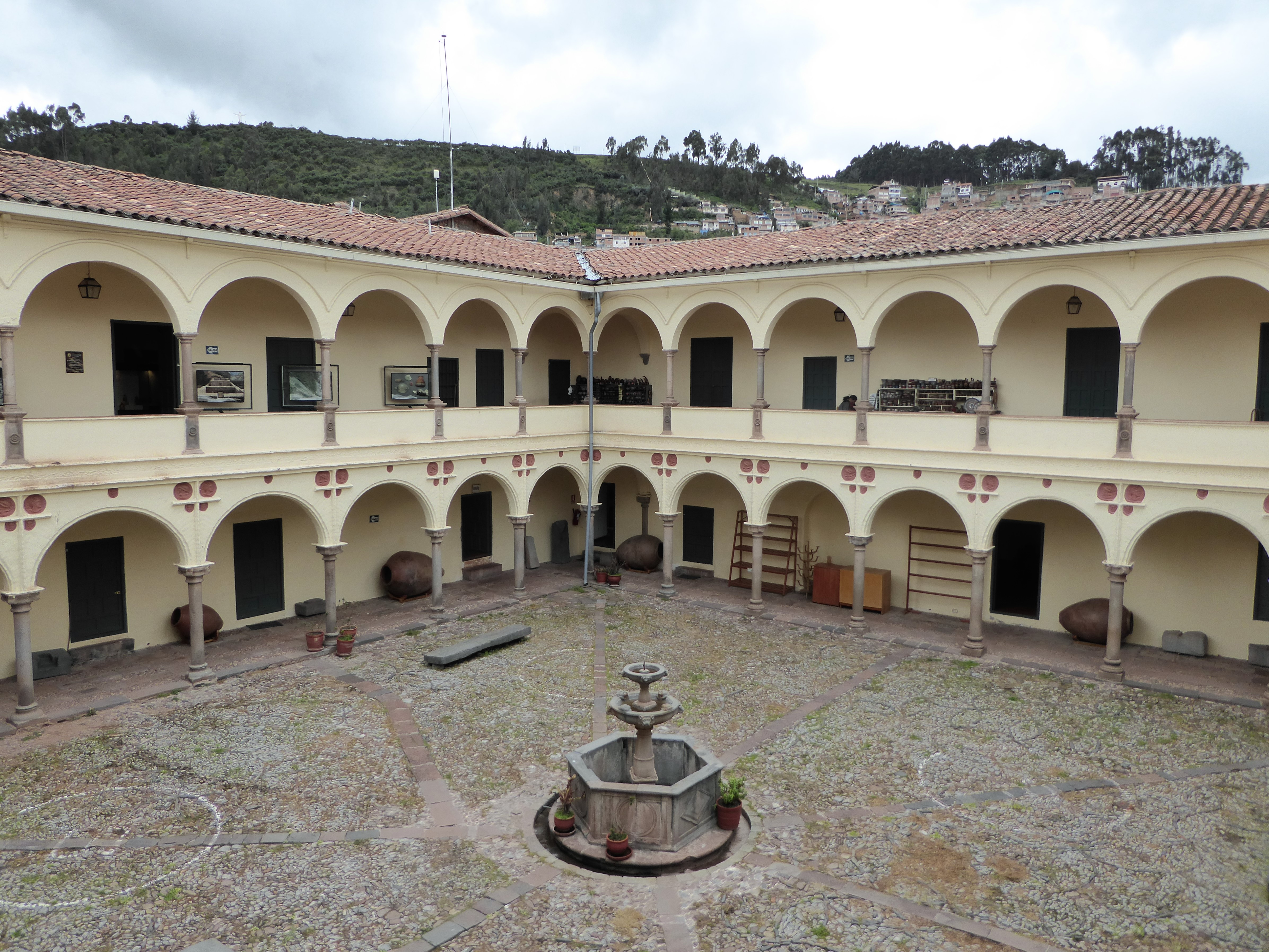
Patio interior de la Casa del Almirante

La Casa del Almirante es uno de los primeros ejemplos de arquitectura manierista en el Perú. Consta de un solo patio y un canchón hacia la calle Córdoba del Tucumán o Cuesta del Almirante. La ubicación de su puerta principal en un lado de la esquina de esa calle con Ataúd es muestra de su originalidad. El patio tiene los cuatro lados con arcos de medio punto algunos y otros de tres centros. Desde el siglo XVIII uno de los lados del patio quedó cegado y solo muestra tres ventanas de balcón. Las columnas tienen capiteles de traza muy fino y en las enjutas aparecen medallones con caras de personajes de la antigüedad. La caja de la escalera se ubica en el lado oeste de la casa. En el piso superior destacan los artesonados que ocupan los ángulos sur y este. Estos artesonados son originales del siglo XVI y reformados durante la época en la que Diego del Barrio fue propietario. Las fachadas son sencillas y la decoración se concentra en la portada principal que cuenta con una ventana de ajimez en la esquina decorada con herma bifronte masculina y femenina con cabeza y cuerpos hacia dentro y fuera; y otra ventana trilobulada sobre la calle Córdova del Tucumán que tiene en las jambas, rosca e intradós del arco la misma decoración de rosetas y cuadrifolias de la portada. La portada es considerada una de las mejores de la ciudad. Las columnas sobre pedestal con fustes machihembrados y capiteles corintios y las jambas y dintel de la puerta sobre pedestal decorados con rosetas circulares y cuadradas fueron el modelo que se repitió en otras casas.

#### Libros y publicaciones
- Angles Vargas, Víctor (1983). Historia del Cusco (Cusco Colonial) Tomo II (Libro Segundo). Lima: Industrialgráfica.
- Beltrán-Caballero, José Alejandro (2013). Agua y forma urbana en la América precolombina:El caso del Cusco como centro del poder Inca (Tesis Doctoral). Universidad Politécnica de Cataluña. Consultado el 22 de agosto de 2019.
- Franco Córdova, David Emmanuel (2010). La Memoria del triunfo: los milagros en el sitio del Cuzco y la construcción del discurso religioso sobre la conquista de los incas (1536-1664) (Tesis de licenciatura). Universidad Nacional Mayor de San Marcos.

#### En línea
- «Recurso turístico - Casa del Almirante». Ministerio de Comercio Exterior y Turismo del Perú. 28 de diciembre de 2009. Consultado el 22 de agosto de 2019. (enlace roto disponible en Internet Archive; véase el historial, la primera versión y la última).

- Datos: Q42830248
- Multimedia: Casa del Almirante (Cusco) / Q42830248